# Boulo
Pour les articles homonymes, voir Boulo (homonymie).
Pour les articles ayant des titres homophones, voir Boulaud, Bouleau et Boulot.
Boulo est une commune rurale située dans le département de Tiéfora de la province de Comoé dans la région des Cascades au Burkina Faso.